# Christian de la Campa
Christian de la Campa Kindall (Houston, Texas; 15 de noviembre de 1981) es un actor y modelo estadounidense.

## Carrera
Hijo de padre mexicano y madre estadounidense, se enlistó en la Fuerza Aérea de los Estados Unidos y fungió primero como mecánico de aviones hasta finalmente ser ascendido a capitán. Comenzó su carrera modelando y participando en varios concursos de modelaje. En el 2010 se graduó como actor en el Centro de Educación Artística de Televisa (CEA).
En el 2011, participó en el evento de Mr. México, representó a México en Mister Universe Model 2011, donde logró ser finalista y quedó en sexto lugar. Además, fue elegido Mister Ocean World 2011.
Como actor, inició su carrera en el canal de televisión mexicano Televisa, donde participó en las telenovelas Amorcito corazón y Una familia con suerte.
En el 2012, se unió a Telemundo y participó en telenovelas como Relaciones peligrosas, La patrona y Santa diabla. En 2015 obtiene su primer protagónico en la telenovela titulada Tierra de reyes, nueva adaptación de la telenovela colombiana Pasion de Gavilanes, donde interpreta a Samuel Gallardo, uno de los tres hermanos protagonistas, junto con Scarlett Gruber, Aaron Diaz, Ana Lorena Sanchez, Kimberly Dos Ramos y Gonzalo Garcia Vivanco.
En 2016, regresa a Televisa para antagonizar la telenovela Vino el amor. Un año después, en 2017, debuta en TV Azteca como protagonista de la telenovela La hija pródiga, a lado de Isabel Burr.
En 2019, participará en la telenovela Un poquito tuyo de Imagen Televisión.
Actualmente es uno de los huéspedes de La Casa de los Famosos.

## Filmografía

### Televisión
| Año       | Título                 | Personaje                                            |
| --------- | ---------------------- | ---------------------------------------------------- |
| 2011-2012 | Amorcito corazón       | Martín Corona                                        |
| 2012      | Relaciones peligrosas  | Joaquín Rivera                                       |
| 2013      | La patrona             | Alberto Espino                                       |
| 2013-2014 | Santa diabla           | Franco García Herrera/ Sebastián Blanco/ René Alonso |
| 2014-2015 | Tierra de reyes        | Samuel Rey Gallardo León                             |
| 2016-2017 | Vino el amor           | Juan Téllez                                          |
| 2017-2018 | La hija pródiga        | Salvador Mendoza Arenas                              |
| 2019      | Un poquito tuyo        | Álvaro Mendoza                                       |
| 2020-2021 | Vencer el desamor      | Paulo Manrique                                       |
| 2021      | Esta historia me suena | Claudio                                              |
| 2021      | La casa de los famosos | Participante - 9.º eliminado                         |
| 2022      | Corazón guerrero       | Samuel Guerrero / Samuel Sánchez Corzo               |
| 2022-2023 | Cabo                   | Maximiliano "Max" Rivas                              |
| 2023      | Vuelve a mí            | Diego Carranza                                       |
| 2024      | Vivir de amor          | Ulises del Olmo                                      |
| 2025      | Me atrevo a amarte     | Ángel Monteiro                                       |

### Cine
| Año  | Título           | Personaje        |
| ---- | ---------------- | ---------------- |
| 2016 | Santiago Apóstol | Torcuato Cansato |

### Teatro
- Hunab.ku[14]
- La Vida no Vale Nada[15]
- El Programa de Televisión

## Premios y nominaciones
| Año  | Premiación       | Categoría                               | Telenovela      | Resultado |
| ---- | ---------------- | --------------------------------------- | --------------- | --------- |
| 2013 | Premios Tu Mundo | El malo más bueno                       | La patrona      | Nominado  |
| 2015 | Premios Tu Mundo | Protagonista favorito (Novela)          | Tierra de Reyes | Ganador   |
| 2015 | Premios Tu Mundo | La pareja perfecta (con Scarlet Gruber) | Tierra de Reyes | Ganador   |